# John Bennett (Politiker)
John O. Bennett III (* 6. August 1948) ist ein US-amerikanischer Politiker (Republikanische Partei).
Als Präsident des Senats von New Jersey amtierte er im Januar 2002 für dreieinhalb Tage als Gouverneur, nachdem Gouverneurin Christine Todd Whitman zurückgetreten und die Amtszeit des vorherigen Senatspräsidenten Donald DiFrancesco ausgelaufen war.
Man warf ihm später vor, während dieser drei Tage umstrittene Begnadigungen ausgesprochen zu haben und auf Betreiben seiner Frau ein Komitee über Pflegedienste (Nursing Advisory Council) eingerichtet zu haben.
Daraufhin wurde er bei den Wahlen 2003 nicht wiedergewählt.